# إنيكو يانوس
إنيكو يانوس بورغيرا (بالإسبانية: Eneko Llanos Burguera، ولد في 30 نوفمبر 1976، فيتوريا-غاستايز، منطقة إقليم الباسك، إسبانيا) رياضي ترياثلون إسباني.
فاز ببطولة العالم للترايثلون للمسافات البعيدة عام 2003، وببطولة العالم للترايثلون الرملي عام 2003 و2004 و2009، وببطولة أوروبا للترايثلون الريفي عام 2007، وببطولة أوروبا للترايثلون للمسافات البعيدة عام 2010.

## إنجازاته

### بطولة العالم للترايثلون للمسافات البعيدة
- 2003 جزيرة إيبيزا  إسبانيا:  ميدالية ذهبية في سباق الترايثلون للمسافات البعيدة.
- 2012 فيتوريا-غاستايز  إسبانيا:  ميدالية فضية في سباق الترايثلون للمسافات البعيدة.

### بطولة العالم للرجل الحديدي (Ironman Triathlon)
- 2008 هاواي  الولايات المتحدة:  ميدالية فضية في بطولة العالم للرجل الحديدي.

### بطولة العالم للترايثلون الرملي (XTERRA Triathlon)
- 2002 جزيرة ماوي  الولايات المتحدة:  ميدالية فضية في بطولة العالم للترايثلون الرملي.
- 2003 جزيرة ماوي  الولايات المتحدة:  ميدالية ذهبية في بطولة العالم للترايثلون الرملي.
- 2004 جزيرة ماوي  الولايات المتحدة:  ميدالية ذهبية في بطولة العالم للترايثلون الرملي.
- 2005 جزيرة ماوي  الولايات المتحدة:  ميدالية فضية في بطولة العالم للترايثلون الرملي.
- 2009 جزيرة ماوي  الولايات المتحدة:  ميدالية ذهبية في بطولة العالم للترايثلون الرملي.
- 2011 جزيرة ماوي  الولايات المتحدة:  ميدالية برونزية في بطولة العالم للترايثلون الرملي.

### بطولة أوروبا للترايثلون
- 2004 فالنسيا  إسبانيا:  ميدالية فضية في سباق الترايثلون.

### بطولة أوروبا للترايثلون الريفي (Cross Triathlon)
- 2007 جزيرة إيبيزا  إسبانيا:  ميدالية ذهبية في سباق الترايثلون الريفي (Cross Triathlon).

### بطولة أوروبا للترايثلون للمسافات البعيدة
- 2010 فيتوريا-غاستايز  إسبانيا:  ميدالية ذهبية في سباق الترايثلون للمسافات البعيدة.

## روابط خارجية
- إنيكو يانوس على موقع اتحاد الترياتلون الدولي (الإنجليزية)
- إنيكو يانوس على موقع IAT Triathlon Database (الإنجليزية)
- إنيكو يانوس على موقع اللجنة الأولمبية الدولية (الإنجليزية)
- إنيكو يانوس على موقع أوليمبيديا (الإنجليزية)